# Leonhard Günther Hoppe
Leonhard Günther Hoppe (* 1923 in Hilden; † 1986 ebenda) war ein deutscher Gewerkschafter und Arbeitsrechtsexperte. Er ist Träger des  Bundesverdienstkreuzes am Bande. Sein Leben gibt einen Einblick in die vielfältige und engagierte Tätigkeit eines damaligen Gewerkschaftsfunktionärs. 
Sein Sohn ist der Osteuropa-Spezialist Hans-Joachim Hoppe.

## Werdegang
Nach seiner Schul- und Ausbildungszeit war er ab 1948 in der Zeit des Wiederaufbaus nach dem Zweiten Weltkrieg in Düsseldorf als Sekretär beim Deutschen Gewerkschaftsbund, Landesbezirk Nordrhein-Westfalen, tätig. In der Rechtsabteilung des DGB war er mit der Regelung von Arbeitskonflikten und arbeitsrechtlichen Problemen befasst. Mit seinen Fachkenntnissen und taktischem Gespür verstand er es, in Verhandlungen mit den Arbeitgebern die Interessen seiner Klienten zu verteidigen. 1967 wurde er Abteilungsleiter der Sektion für Arbeits- und Sozialrecht, für Arbeitsverwaltung und Sozialpolitik. 
Seine Erfahrungen und Kenntnisse im sozialrechtlichen und sozialpolitischen Bereich brachte er durch Mitwirkung in zahlreichen Landes- und Bundesgremien des Rechtswesens und der Arbeitsverwaltung ein. Seit 1961 war er außerdem als ehrenamtlicher Richter am Finanzgericht Düsseldorf und seit 1967 am Landesarbeitsgericht Düsseldorf tätig. Er gehörte ferner dem Verwaltungsausschuss des Landesarbeitsamtes an. Im jährlichen Wechsel mit dem Vertreter der Sozialpartner fungierte er seit 1972 als Vorsitzender des Ausschusses. Er war zudem Mitglied des deutschen Sozialgerichtsverband und des deutschen Arbeitsgerichtsverbands. Er war Mitglied von Fachausschüssen beim damaligen Ministerium für Arbeit, Gesundheit und Soziales, heute Ministerium für Arbeit, Integration und Soziales des Landes Nordrhein-Westfalen sowie von Unterausschüssen des Verwaltungsausschusses des Landesarbeitsamtes NRW.

## Ehrungen
Am 27. April 1978 wurde dem damals 55-jährigen Gewerkschafter Hoppe für seine Verdienste im Sozial- und Arbeitsbereich das Bundesverdienstkreuz am Bande verliehen.  Bei der Überreichung des Ordens würdigte Staatssekretär Paul Arnold Nelles in Vertretung des Bundespräsidenten Walter Scheel seine Verdienste mit den Worten: „Sein feines Gespür für Recht und sein engagiertes Auftreten als Prozessvertreter haben mit dazu beigetragen, dass die Arbeitsgerichtsbarkeit zu einer tragenden Säule in unserem Rechtsgefüge geworden ist.“. Am Ende seines Wirkens erhielt Hoppe eine Ehrenurkunde  für 40-jährige Mitgliedschaft in der SPD Hilden. Der damalige Ortsvereinsvorsitzende Hans-Günter Eckerth hob in seiner Laudatio dessen Verdienste für die Rechte und Belange der Arbeitnehmer hervor.